# Duntroon (Neuseeland)

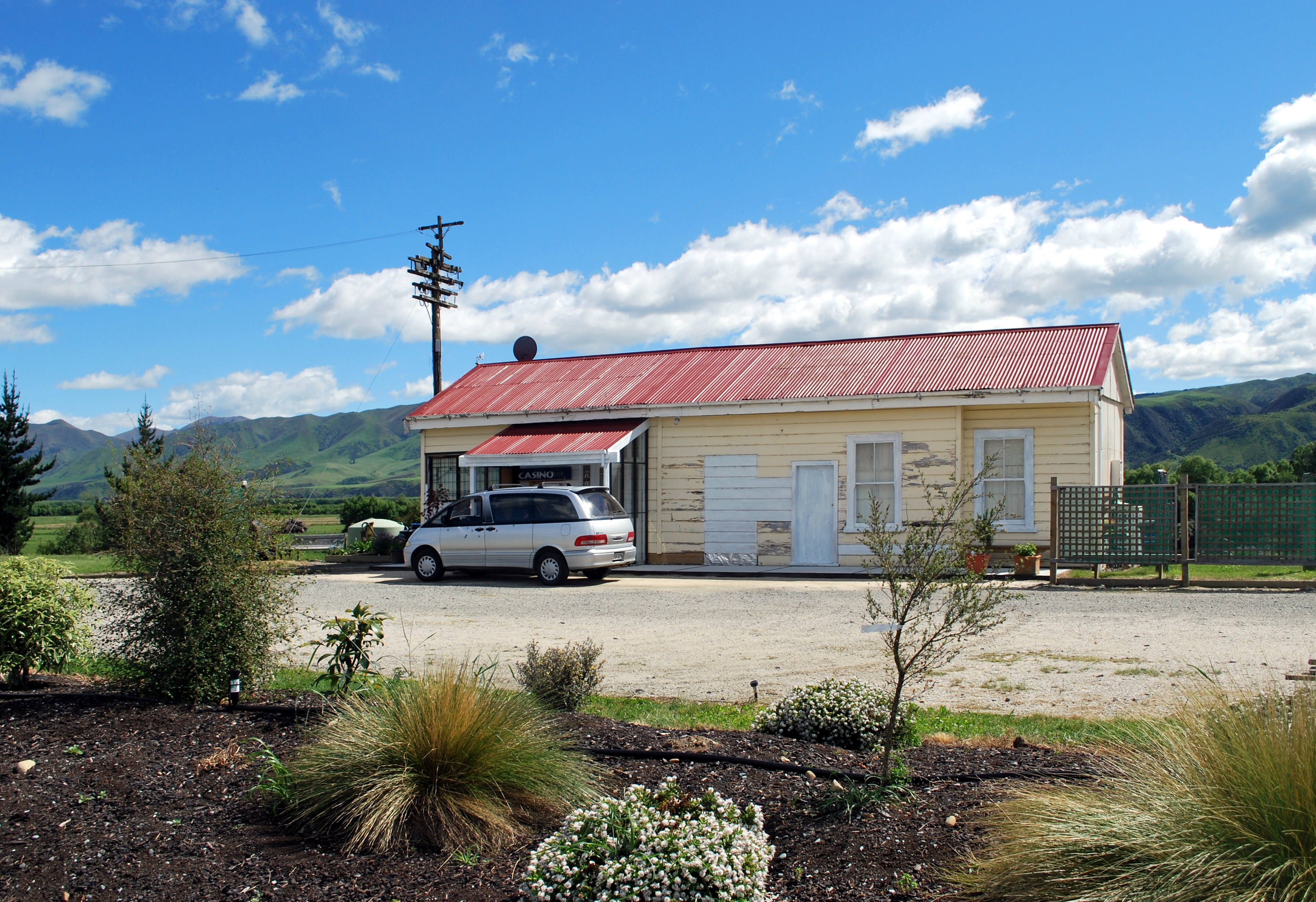
Bahnhof

Duntroon ist ein kleines Dorf im Waitaki District der Region Otago auf der Südinsel von Neuseeland.

## Namensherkunft
Abgeleitet von dem schottisch-gälischen Dùn Treòin, erhielt der Ort bei seiner Gründung im Jahr 1849 seinen Namen von dem schottischen Großfarmer Robert Campbell. Der schottischen Ort Duntroon stand dafür Patron.

## Geographie
Das Dorf liegt rund 35 km nordwestlich von Oamaru und mit knapp einem Kilometer in Sichtweite des nordöstlich vorbeifließenden Waitaki River. Direkt südlich bis westlich an dem Ort vorbei fließt der Maerewhenua River, der kurz danach in den Waitaki River mündet. Von Nordwesten kommend führt der New Zealand State Highway 83 direkt durch das Dorf und bindet ihn nach Osten hin an die Gemeinden der Ostküste an. Rund 6 km südwestlich befinden sich die „Earthquakes“, eine Formation aus Kalksteinklippen.

## Geschichte
Duntroon war früher Endpunkt einer Nebenstrecke, die später als Kurow Branch bekannt wurde. Der Ort war einer der wenigen, die die gesamte Betriebszeit der Strecke über einen Bahnhof hatte (die anderen Bahnhöfe schlossen bereits vor der Streckenstilllegung). 1875 wurde die Strecke als Abzweig vom South Island Main Trunk Railway bei Pukeuri eröffnet. Wegen Problemen beim Brückenbau endete das Gleis außerhalb von Duntroon am Ostufer des Maerewhenua River. Drei Jahre später begann der Bau einer Strecke von Duntroon nach Kurow. Am 2. Juli 1881 wurde die Brücke über den Maerewhenua River fertiggestellt und Duntroon mit dem neuseeländischen Schienennetz verbunden. Am 7. November 1881 wurde die Strecke über Duntroon hinaus eröffnet. Mitte 1983 wurde die Strecke stillgelegt, der Bahnhof wird von der Gemeinde genutzt. Ein Wassertank für die Versorgung der Dampflokomotiven ist nahe dem Bahnhofsgebäude erhalten.

### Bevölkerung
Zum Zensus des Jahres 2013 zählte das Dorf 87 Einwohner, was einen Rückgang der Einwohnerzahl von 23,7 % gegenüber der Volkszählung des Jahres 2006 bedeutet.

## Wirtschaft
Die Wirtschaft ist von der Landwirtschaft, vor allem Schafzucht und Anbau von Weizen und Gerste, geprägt.

## Sehenswürdigkeiten
In Duntroon befindet sich das „Vanished World Heritage Centre“, in dem die Geologie der Region Waitaki dargestellt wird und Fossilien aus der Region ausgestellt sind. Darunter befinden sich Wale und zwei Pinguinarten der Gattung Archaeospheniscus, Lowe’s Pinguin und Lopdell’s Pinguin, die in der lokalen Formation aus „Kokoamu Greensand“ gefunden wurden.
Eine über 100 Jahre alte Schmiede wird teilweise noch betrieben.
In der Nähe des Ortes befinden sich mehrere Jahrhunderte alten Felszeichnungen der Māori. Die Takiroa Rock Drawings sind 2,5 km westlich des Ortes gelegen, die Maerewhenua Drawings 2 km südöstlich, das Earthquake Shelter 6 km westlich.
Im Tal des Maerewhenua River 5 km südlich von Duntroon befindet sich eine Felsformation, die Elephant Rocks, bei denen 2005 Szenen des ersten Filmes der Chroniken von of Narnia gedreht wurden.

## Freizeit
Im Waitaki River können Lachse und Forellen geangelt und Jetboot gefahren werden.

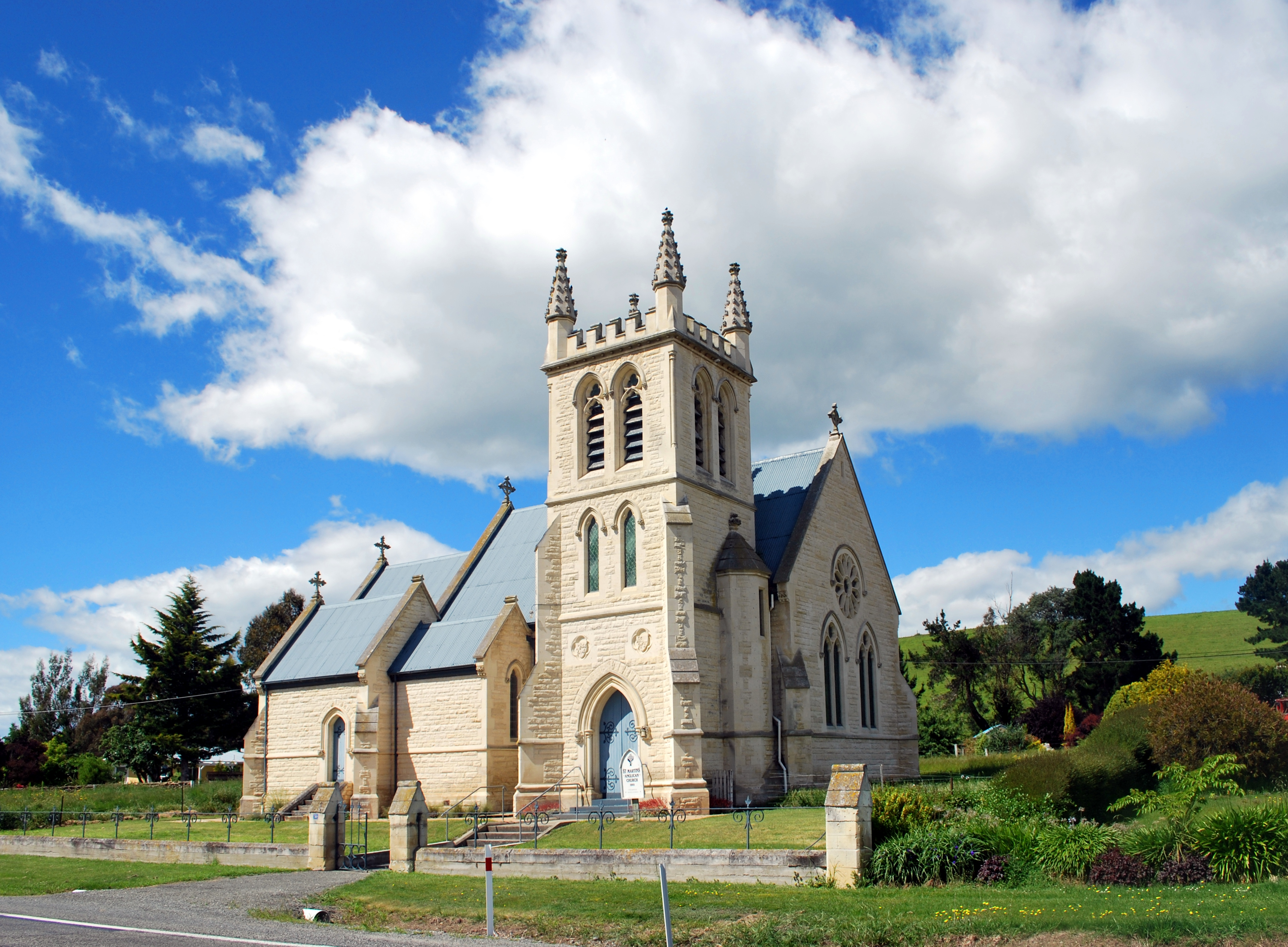
Anglikanische Kirche St. Martin
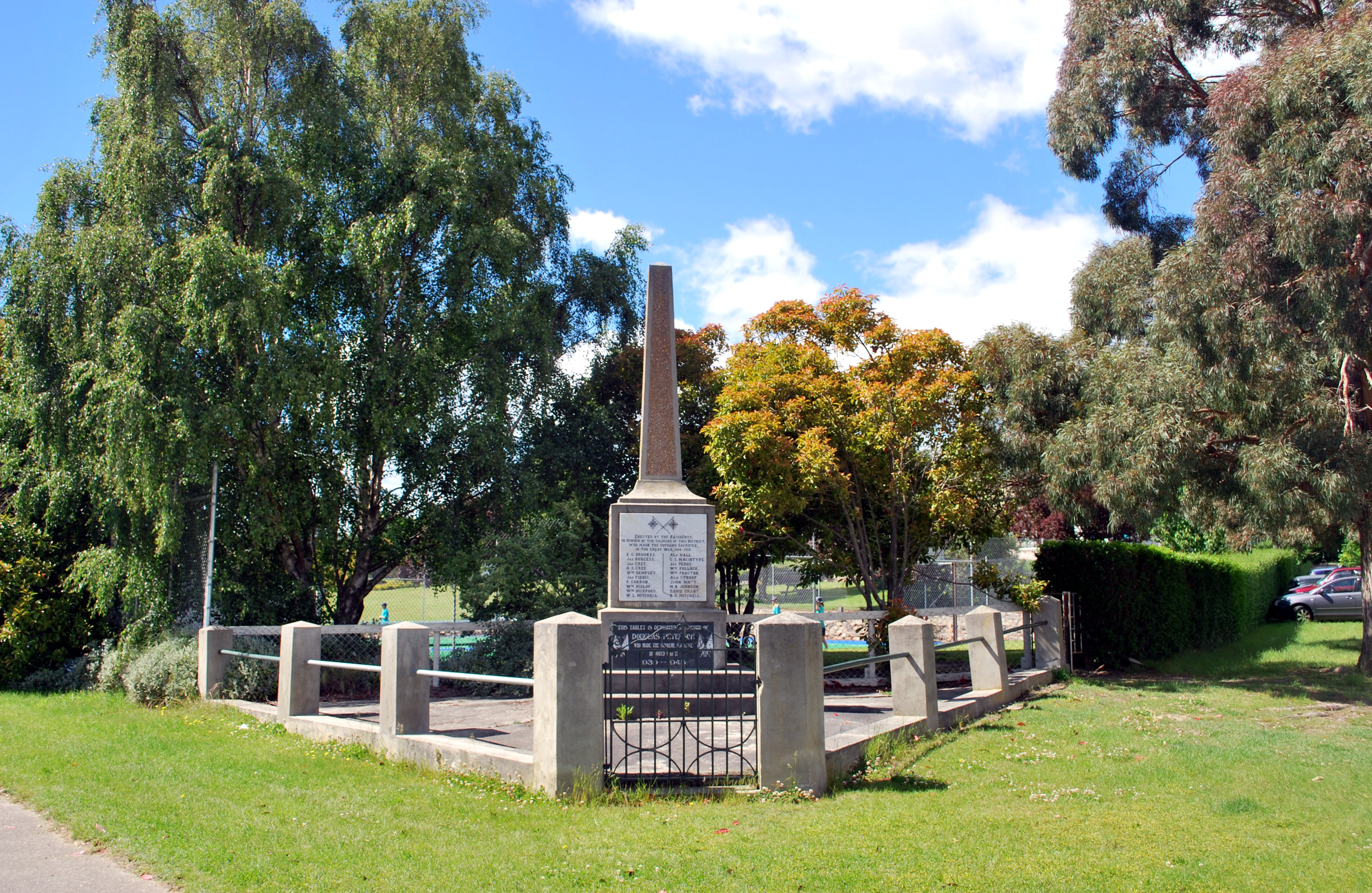
Kriegsdenkmal
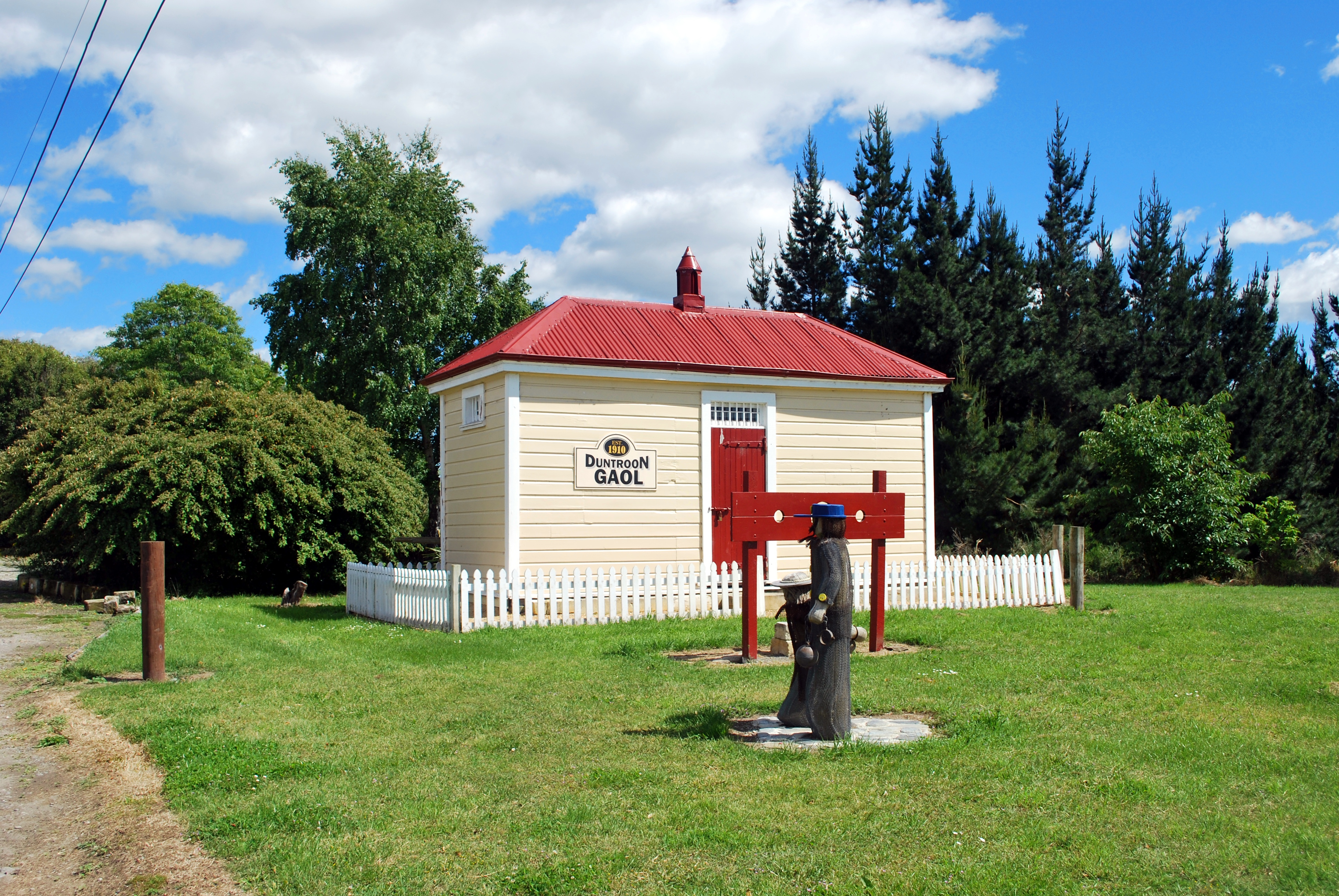
Ehemaliges Gefängnis
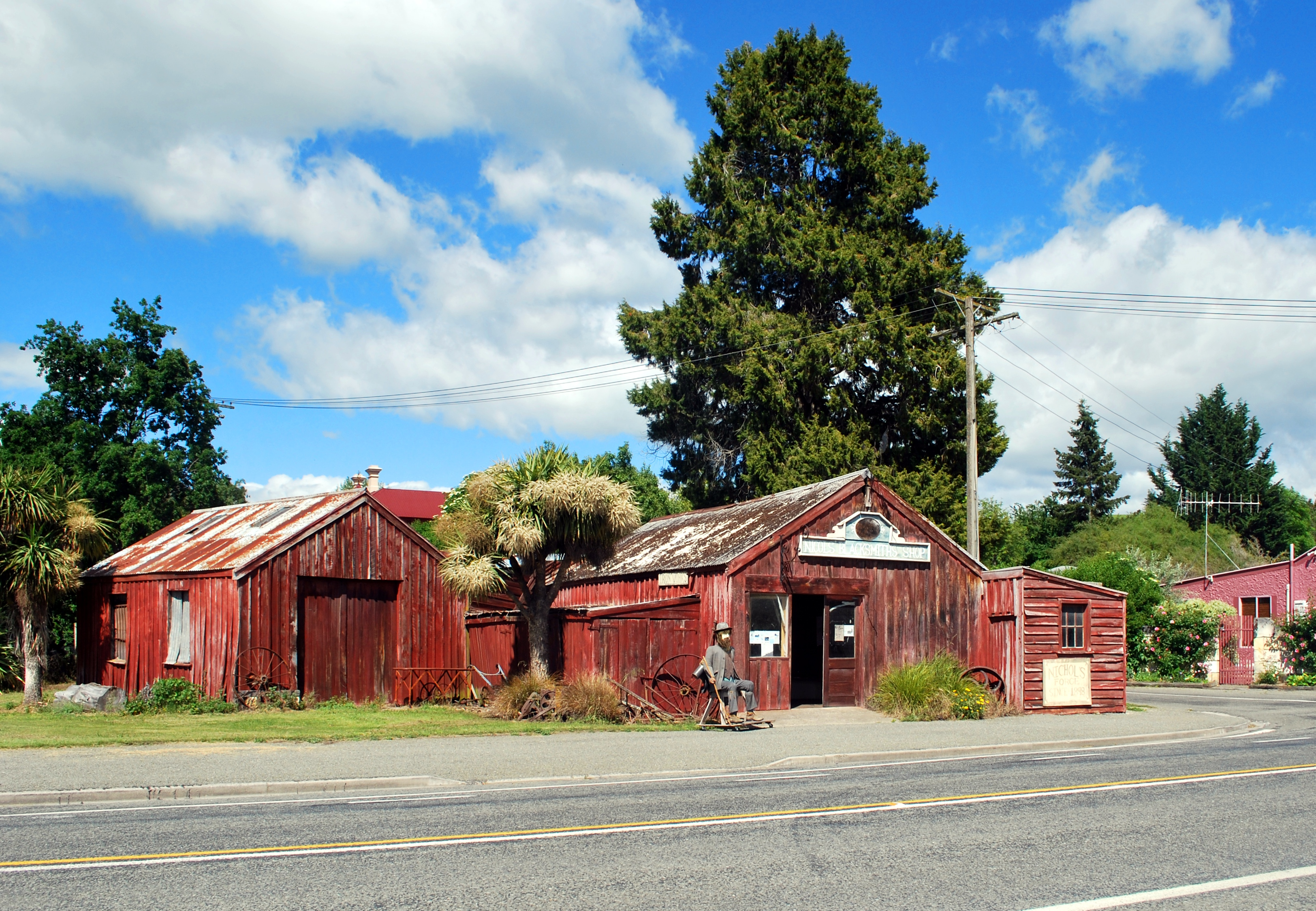
Alte Schmiede
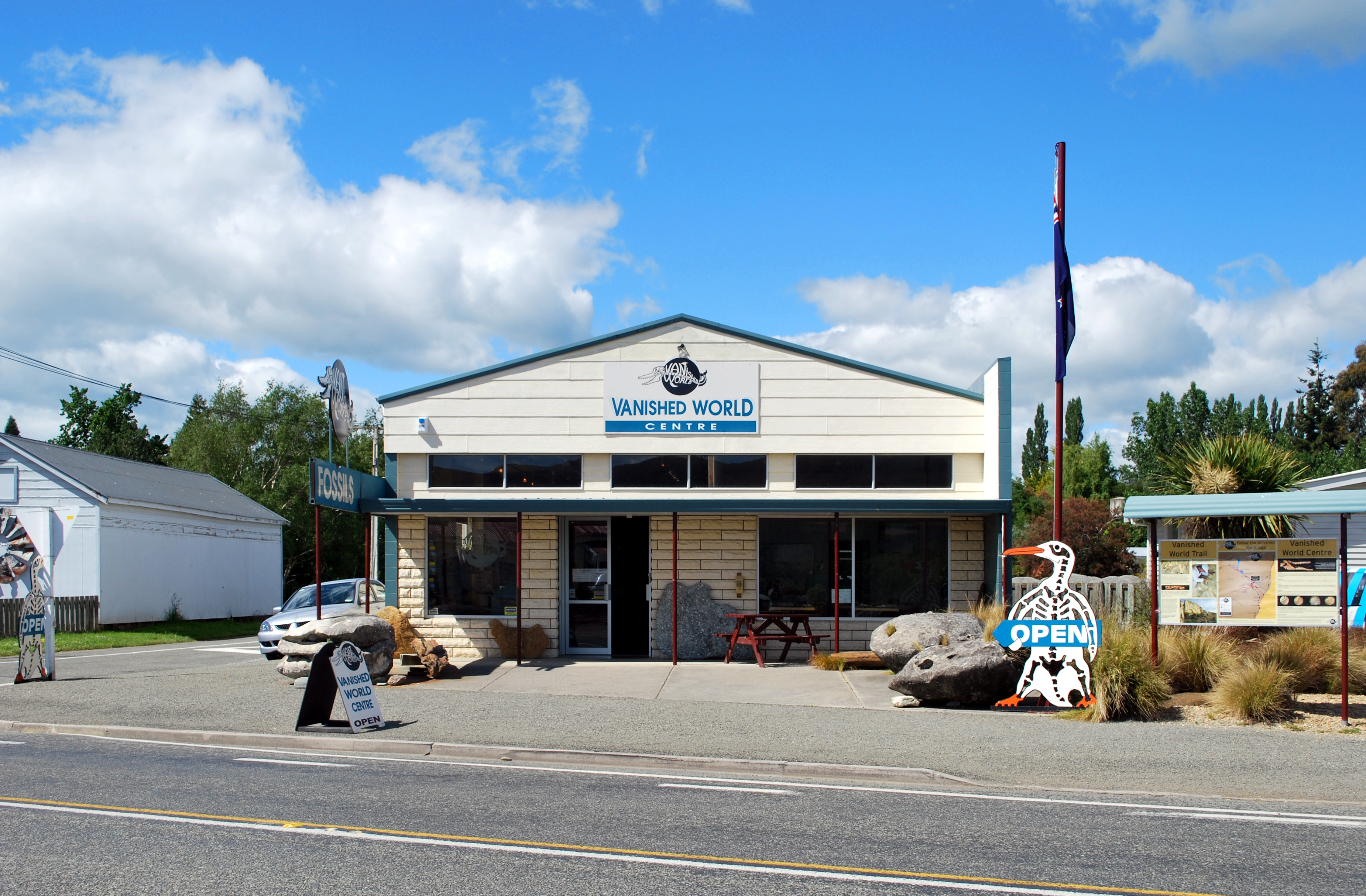
Vanished World Centre